# Џордан (Минесота)
Џордан (енгл. Jordan) град је у америчкој савезној држави Минесота.

## Демографија
По попису из 2010. године број становника је 5.470, што је 1.637 (42,7%) становника више него 2000. године.
| Група             | 2000.         | 2010.         |
| Белци             | 3.493 (91,1%) | 4.868 (89,0%) |
| Афроамериканци    | 19 (0,5%)     | 35 (0,6%)     |
| Азијати           | 7 (0,2%)      | 70 (1,3%)     |
| Хиспаноамериканци | 253 (6,6%)    | 354 (6,5%)    |
| Укупно            | 3.833         | 5.470         |